# روسکیاسوو

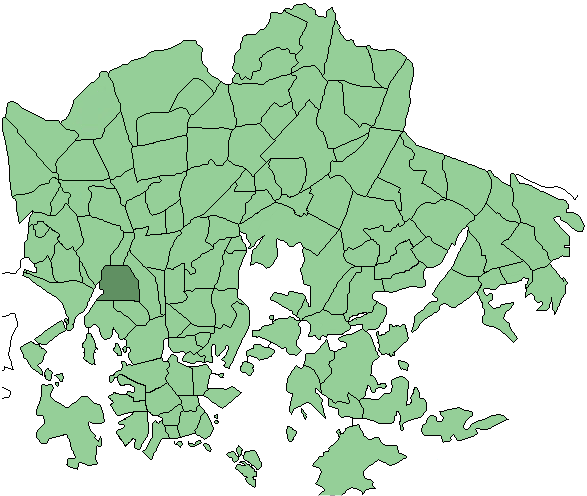
روسْکیاسوو در نقشه هلسینکی

روسْکیاسوو (به سوئدی Brunakärr) از زیر مجموعه‌های هلسینکی در حدود ۳ کیلومتری شمال مرکز این شهر است.

## جغرافیا
روسْکیاسوو با جمعیت ۲۶۷۰ نفر (سرشماری سال ۲۰۰۵) یک منطقه مسکونی نسبتاً آرام است. ساختمان‌های بلوارمانرهیمینتیه معمولاً ۶–۸ طبقه از دهه ۱۹۵۰ ارتفاع دارند. بین بلوارو پارک مرکزی، ساختمان‌های کم ارتفاع غالب هستند.

## پیشینه
مسابقات درساژ و سوارکاری برای بازی‌های المپیک تابستانی ۱۹۵۲ در مجموعه ورزشی این ناحیه برگزار شد.